# 倫戈橋站
倫戈橋站（義大利語：Ponte Lungo）是羅馬地鐵A線的一個車站。 倫戈橋站開通於1980年2月16日，是羅馬地鐵和圖斯科拉納站的交會車站。